# Hood (Califòrnia)
Hood és un lloc designat pel cens al comtat de Sacramento, Califòrnia, Estats Units. Hood es troba al riu Sacramento i la carretera estatal de Califòrnia 160 a unes 15 milles (24 km) al sud del centre de Sacramento. Hood té una oficina de correus establerta el 1912 amb el codi postal 95639. La comunitat va rebre el nom el 1910 en honor a William Hood, enginyer en cap de la companyia ferroviària Southern Pacific. Segons el cens del 2010 tenia 271 habitants.

## Geografia
Segons l'Oficina del Cens dels Estats Units el CDP ocupa una àrea de 0,3 milles quadrades (0,8 km²) totes terrestres. El cens dels Estats Units del 2010 informava que Hood tenia 271 habitants. La densitat de població era de 859,9 habitants per milla quadrada (332,0 hab./km²). La composició racial de Hood era de 135 (49,8%) blancs, 0 (0,0%) afroamericans, 15 15 nadius americans (5,5%), 15 asiàtics(5,5%), 1 illenc del Pacífic(0,4%), 70 d'altres races (25,8%) i 35 de dues o més races (12,9%). Els hispans o llatinoamericans de qualsevol raça eren 137 persones (50,6%).
El cens va informar que 271 persones (el 100% de la població) vivien en llars, 0 (0%) vivien en quarters de grup no institucionalitzats i 0 (0%) estaven institucionalitzats.
Hi havia 104 habitatges, de les quals 34 (32,7%) tenien fills menors de 18 anys vivint amb ells, 42 (40,4%) eren parelles casades de sexe oposat que vivien juntes, 20 (19,2%) tenien una dona cap de casa sense marit presents, 5 (4,8%) tenien un home cap de casa sense dona. Hi havia 8 (7,7%) parelles de sexe oposat no casades i 0 (0%) parelles o parelles casades del mateix sexe. Vint-i-nou llars (27,9%) estaven ocupades per un sol individu i 8 (7,7%) tenien algú de 65 anys o més vivint sol. La mida mitjana de les llars era de 2,61. Hi havia 67 famílies (64,4% de totes les llars); la mida mitjana de la família era de 3,30.
La població estava distribuïda en les següents classes d'edat, amb 63 persones (23,2%) menors de 18 anys, 18 persones (6,6%) de 18 a 24 anys, 61 persones (22,5%) de 25 a 44 anys, 94 persones (34,7%) de 45 a 44 anys. 64, i 35 persones (12,9%) que tenien 65 anys o més. La mitjana d'edat era de 44,1 anys. Per cada 100 dones hi havia 96,4 homes. Per cada 100 dones de 18 o més anys hi havia 96,2 homes.
Hi havia 112 habitatges amb una densitat mitjana de 355,4 per milla quadrada (137,2 hab./km²), de les quals 69 (66,3%) estaven ocupades pels propietaris i 35 (33,7%) estaven ocupades per llogaters. La taxa de desocupació de propietaris era del 0%; la taxa de desocupació de lloguer era del 5,3%. 177 persones (65,3% de la població) vivien en habitatges de propietat i 94 persones (34,7%) en habitatges de lloguer.